# Xanthichthys
Genre
Xanthichthys est un genre de poissons tetraodontiformes, de la famille des Balistidae (« poissons-balistes »).

## Liste d'espèces
Selon FishBase (26 mars 2014), World Register of Marine Species (26 mars 2014) et World Register of Marine Species (26 mars 2014) :
- Xanthichthys auromarginatus (Bennett, 1832)
- Xanthichthys caeruleolineatus (Randall, Matsuura et Zama, 1978)
- Xanthichthys lima (Bennett, 1832)
- Xanthichthys lineopunctatus (Hollard, 1854)
- Xanthichthys mento (Jordan et Gilbert, 1882) - Baliste à queue rouge
- Xanthichthys ringens (Linnaeus, 1758) - Baliste des Sargasses

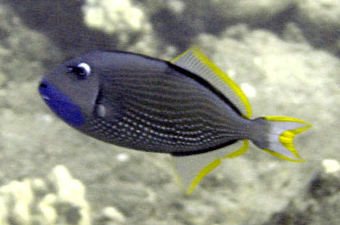
Xanthichthys auromarginatus juvénile
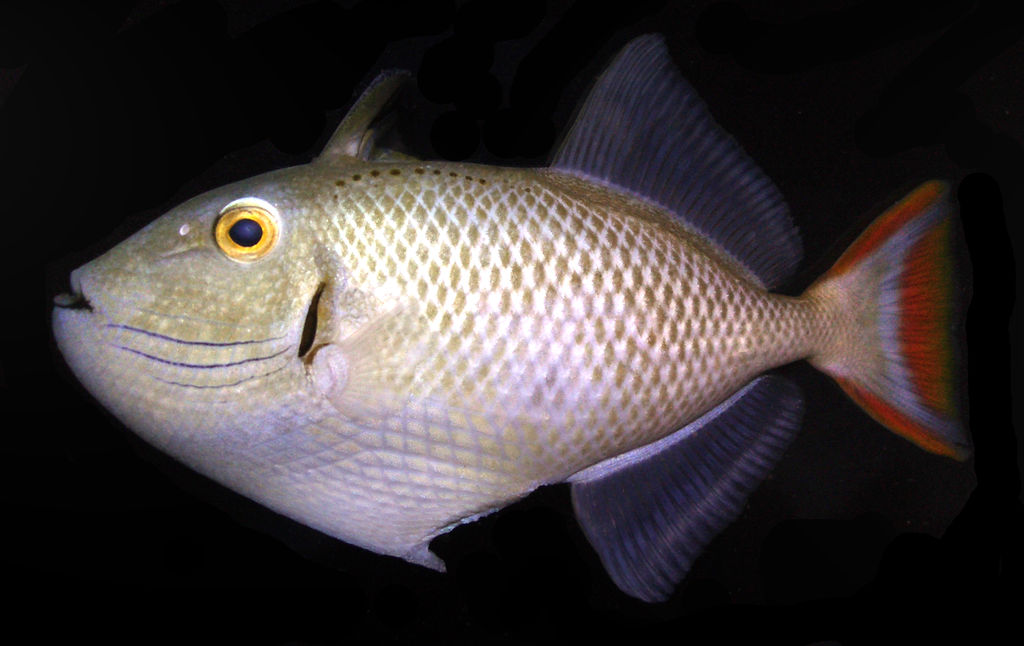
Xanthichthys greenei
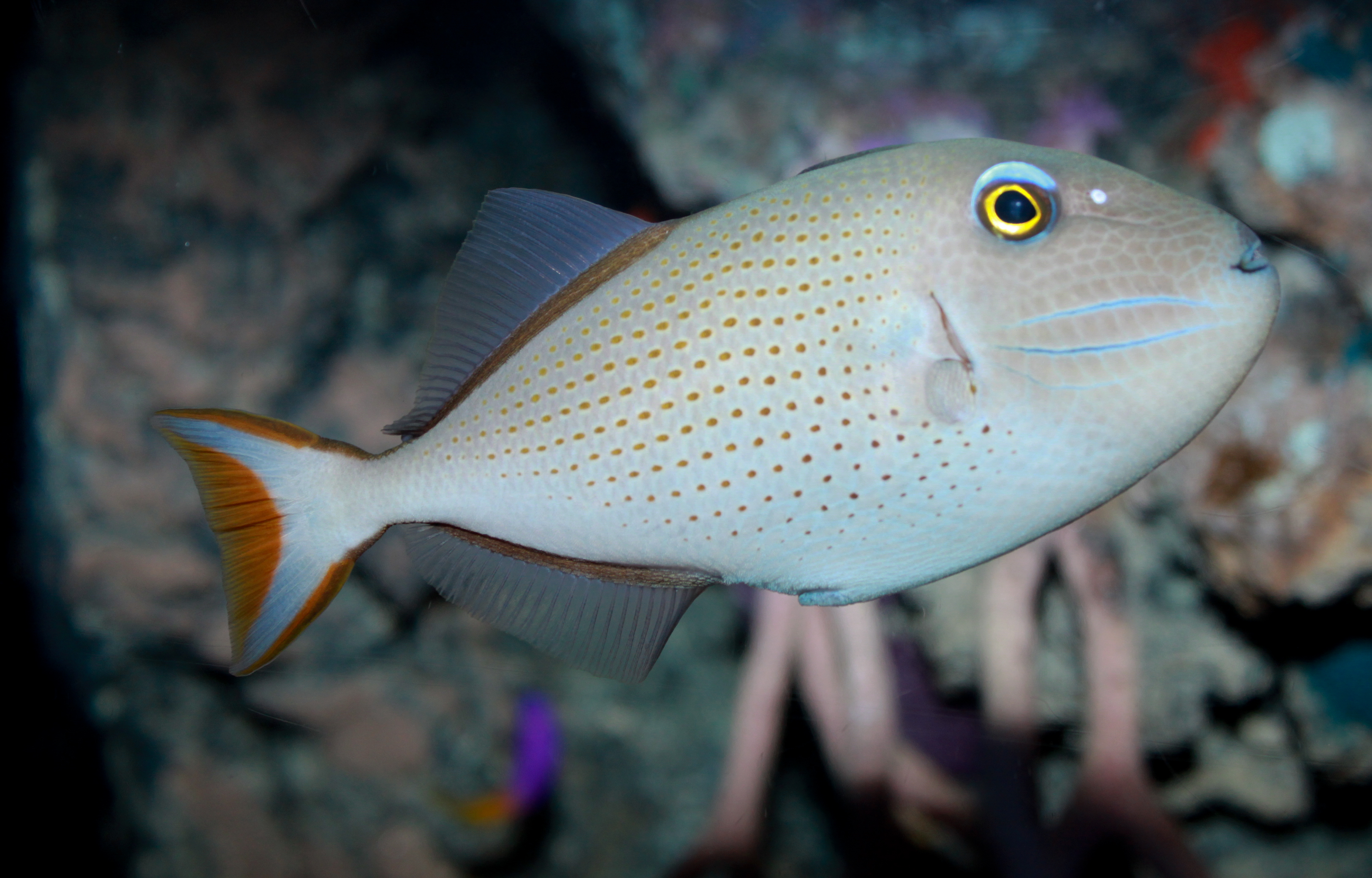
Xanthichthys ringens